# 木村光一
木村 光一（きむら こういち、1931年10月3日 - ）は、日本の演出家。千葉県出身。

## 経歴・人物
都立両国高等学校卒業、東京大学文学部中退。
文学座に文芸・演出部員として入り、1963年に演出家としてデビュー。1981年に文学座を退座した後は、2007年まで演劇制作体「地人会」を主宰し演劇分野で幅広い活動を行っていた。
桐朋学園芸術短期大学特任教授も務める。

## 主な作品

### 舞台
- 『藪原検校』（1973年、作：井上ひさし）
- 『頭痛肩こり樋口一葉』（作：井上ひさし）
- 『雨』（作：井上ひさし）
- 『イヌの仇討』（作：井上ひさし）
- 『小林一茶』（作：井上ひさし）
- 『きらめく星座』（作：井上ひさし）
- 『イーハトーボの劇列車』（作：井上ひさし）
- 『化粧』（作：井上ひさし）

### 著書
- 『劇場で対話は可能か — 演出家のノート』（1985年、いかだ社）

### 翻訳
- 『授業』ウジェーヌ・イヨネスコ原作 安堂信也共訳 現代フランス戯曲選集第3（1961年、白水社）
- 『ウェスカー三部作』（1964年、晶文社）
- 『ウェスカー全作品2』（1967年、晶文社）
- 『花咲くチェリー』ロバート・ボルト原作 今日の英米演劇 第3 （1968年、白水社）
- 『ヴェラ、あるいはニヒリストたち』オスカー・ワイルド全集 第3巻（1976年、出帆社）
- 『ちからじまんのフェルディナント』ヤーノシュ原作 （1977年12月、日本図書文化協会）
- 『しょうねんとやせいのうま』ヨゼフ・ヴィルコン原作（1978年7月、日本図書文化協会）

## 受賞
- 紀伊國屋演劇賞（1982年）
- 芸術選奨文部大臣賞（1990年）
- 読売演劇大賞最優秀演出家賞（1994年）
- 菊池寛賞（2004年）